# 한스 리히터하저
한스 리히터하저(독일어: Hans Richter-Haaser, 1912년 1월 6일 ~ 1980년 12월 13일)는 저명한 독일의 고전 피아니스트로서, 베토벤, 슈베르트, 슈만 해석가로서 유명하다. 교사, 지휘자, 작곡가이기도 했다.
1912년 드레스덴에서 태어나 그 곳 음악학교에서 지휘와 피아노교육을 받았다. 18세에 우수한 성적으로 학교를 졸업하고 그 후에는 독주가로서 활동하였고, 특히 교향악단과의 협연은 지휘자로서의 지식과 경험이 있기 때문에 그의 협주곡 연주를 매우 교향적인 것으로 만들었다. 제2차대전 후, 데트몰트 음악원의 피아노 교수가 되었으나, 1964년 이후 연주활동이 너무 많아져 교직을 사임하였다. 명연주는 특히 베토벤의 여러 곡을 다룰 때 듣게 되나, 선배인 박하우스와는 달라 해석·표현이 지적이고 현대적이며, 때로는 즉흥성도 첨가하곤 하였다.
1980년 68세의 나이로 브라운슈바이크에서 사망했다.

## 디스코그래피
- Beethoven, Piano Concertos Nos. 3, 4 & 5, with the Philharmonia Orchestra under Carlo Maria Giulini (No. 3) and István Kertész (Nos. 4 & 5) (1963/60, EMI)[3]
- Beethoven, Choral Fantasy, with the Vienna Symphony Orchestra under Karl Böhm (1956, Philips)[4]
- Beethoven, Piano Sonatas Nos. 8, 14, 21, 23, 24, 28 (Philips)[5]
- Beethoven, Piano Sonatas Nos. 1, 2, 3, 16, 17, 18, 22, 26, 27, 29, 30, 31 & 32, Diabelli Variations, Rondos Op. 51, Fantasy Op. 77 (1959–64, EMI)[3]
- Brahms, Piano Concerto No. 1 and Beethoven, Piano Concerto No. 5, with the Danish Radio Symphony Orchestra under Kurt Sanderling (Kontrapunkt)
- Brahms, Piano Concerto No. 2, with the Berlin Philharmonic Orchestra under Herbert von Karajan (their only recording together) (1958, EMI)
- Grieg and Schumann, Piano Concertos, with the Vienna Symphony Orchestra under Rudolf Moralt (1958, Philips)[4]
- Mozart, Piano Concertos Nos. 17 & 26, with the Philharmonia Orchestra under István Kertész (1961, EMI)[6]
- Mozart, Piano Concerto No. 27, under Erich Leinsdorf[7]
- with Ludwig Hoelscher, cello
  - Beethoven, Cello Sonatas, Op. 5
  - Pfitzner, Cello Sonata in F sharp minor, Op. 1
  - Frescobaldi, Toccata for cello and basso continuo
  - Dvořák, Adagio in D, Rondo in G minor
  - Hindemith, Cello Sonata, Op. 11, No. 3
  - Mendelssohn, Cello Sonata No. 2 in D, Op. 58.[8]
- with Henryk Szeryng, violin
  - Violin sonatas by Beethoven, Brahms and Mozart.[9]